# Meclov (hradiště)
Meclov je pravěké hradiště u stejnojmenné obce v okrese Domažlice. Nachází se na Mlýnském vrchu na rozhraní katastrálních území Meclov a Mašovice u Meclova. Hradiště existovalo v době bronzové a pozdní době halštatské. Lokalita byla využívána také v pozdním paleolitu a raném středověku.

## Historie
Na vrcholu skalnatého hřbetu byly nalezeny pazourkové čepelky, které Slavomil Vencl datoval do období pozdního paleolitu. Hradiště vzniklo na protáhlém kopci s nadmořskou výškou 417 metrů na rozhraní starší a střední doby bronzové. Existovalo také v mladší době bronzové a v pozdní době halštatské. Využití lokality v raném středověku dokládají dva střepy nalezené ve splachové vrstvě lomem narušeného severozápadního svahu. Při záchranném archeologickém výzkumu byla získána řada keramických střepů z buldozerem zničené plochy. Další výzkumem bylo v jedné sondě odkryto šest objektů – zásobní jámy, pec a kůlové jamky – připisovaných nynické skupině pozdní doby bronzové.

## Stavební podoba
Hradiště stojí na nápadném kopci obtékaném na severní a západní straně Černým potokem. Z jeho opevnění se dochoval příčný val a náznaky obvodového opevnění patrné zejména v blízkosti vrcholu kopce.